# Jean-Michel Truong
Pour les articles homonymes, voir Truong.
 (février 2023).
Jean-Michel Truong, de son vrai nom Jean-Michel Truong Ngoc,, né le 16 avril 1950, à Wasselonne(Bas-Rhin), est un consultant, essayiste et romancier français.

## Biographie
Né à Wasselonne en Alsace, d’un père d'origine vietnamienne et d’une mère alsacienne, Jean-Michel Truong fait des études de psychologie et de philosophie à l’université Louis-Pasteur et à l’université Marc-Bloch de Strasbourg.
Ancien enseignant et chercheur au Groupe d’études et de recherche sur la science de l’université Louis Pasteur de Strasbourg (GERSULP), il est cogniticien expert et a travaillé sur l'éthique de l'intelligence artificielle.
Fondateur en 1985, avec Alain Bonnet et Jean-Paul Haton, de Cognitech, société européenne spécialisée en intelligence artificielle, il a été consultant en innovation et transfert de technologie, et a enseigné jusqu’en juin 2007 à l’École centrale Paris.
En 1983, il dépose le mot « cognitique » à l’INPI. Il définit le terme « cognitique » comme « discipline scientifique et pratique technique, branche de l’informatique, qui a pour objet l’acquisition et la représentation formelle des connaissances et des modes de raisonnement, en vue de leur simulation à l’aide d’ordinateurs ». Il décrit le métier de spécialiste de la cognitique pour la première fois en 1988 dans un article du Monde informatique. La promotion 2011 de l'École nationale supérieure de cognitique porte son nom.
Travaillant en Chine depuis 1991, il conseille des entreprises européennes de haute technologie (télécommunications, aérospatiale) désireuses d’investir dans ce pays. En marge de son activité d’expertise et de conseil, il est romancier et essayiste.

## Œuvre littéraire
Analyste des technologies du dépassement de l'Homme — biotechnologie, intelligence artificielle, vie artificielle, nanotechnologies… —, il publie en 1988 un roman consacré au clonage humain (Reproduction interdite, Orban, Paris, 1988), qui fut qualifié de « premier roman posthumain français ».
Théoricien du transhumanisme et du post-humanisme, il a créé la figure du Successeur, qu’il définit comme « cette forme de vie nouvelle susceptible de prendre la suite de l’Homme comme habitacle de la conscience » (Totalement inhumaine, Les Empêcheurs de penser en rond, Paris 2001, page 49). Il en a fait le principal personnage d’un roman ayant pour thème le transfert de la conscience de l’Homme à son successeur minéral (Le Successeur de pierre, Denoël, Paris 1999).
Critique de l’utilitarisme contemporain dont il démonte les mécanismes, il en expose les travers dans son roman sur le vieillissement des populations (Eternity Express, Albin Michel, Paris, 2003).
Il travaille depuis sur la disparition du type humain et ce qui resterait de l’Homme après la généralisation de créatures hybrides sous l’effet des technologies du dépassement de l’Homme. Il a exposé le programme de cette recherche dans un court essai (L’Homme, entre chien et loup, in De qui demain sera-t-il fait ?, Institut Aspen France, éd. Autrement, Paris, 2008).
Bien que souvent classé comme auteur de science-fiction, il préfère se définir comme « balisticien » :  non pas préfigurer l’avenir, mais « évaluer le point d’impact d’un projectile déjà parti ». « Je parle de choses dont il existe un commencement d’exécution. »

## Ouvrages
- Système experts : vers la maîtrise technique (avec Alain Bonnet et Jean-Paul Haton), InterÉditions, Paris, 1986.
- Reproduction interdite, Orban, Paris, 1988. Réédition Pocket, Paris, 1990 puis Gallimard Folio SF, Paris, 2015. Prix Mannesmann-Tally 1989. Mention spéciale du jury du Grand Prix de la Littérature informatique 1989.
- Le Successeur de pierre, Denoël, Paris, 1999. Réédition Gallimard Folio, Paris, 2012. Grand Prix de l'Imaginaire 2000.
- Totalement inhumaine, Le Seuil - Les Empêcheurs de penser en rond, Paris, 2001. Réédition Le No Man's Land, Paris, 2015.
- Eternity Express, Albin Michel, Paris, 2003.
- L’Homme, entre chien et loup, in Elisabeth Lulin éd., « De qui demain sera-t-il fait ? », Institut Aspen France, éd. Autrement, Paris, 2008[16].
- Reprendre - Ni sang, ni dette, Paris, Le No Man's Land, 2013, 136 p. Prix de l'Impertinence 2013[17].